# Pístiros (Tràcia interior)

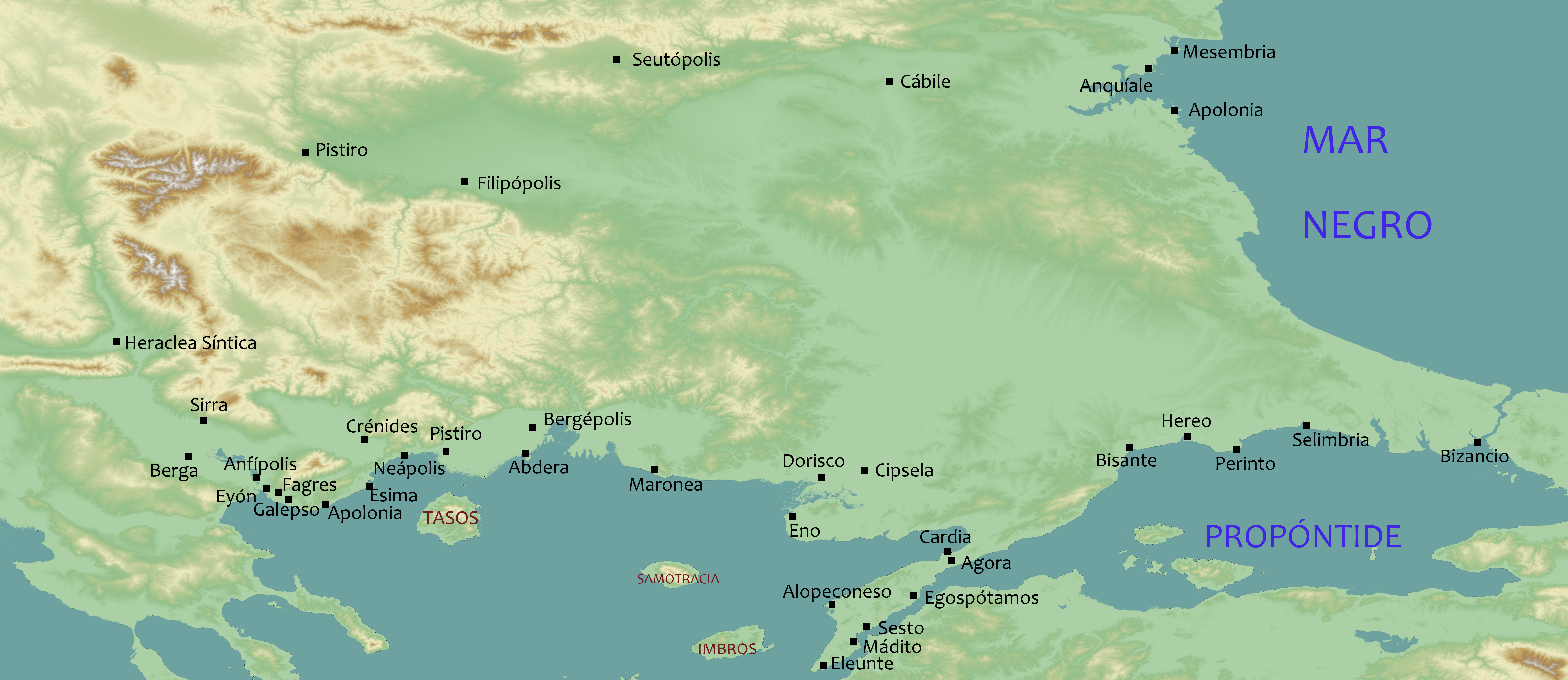
Mapa amb algunes de les principals colònies gregues de l'antiga Tràcia. En el mapa apareixen dues ciutats amb el nom de Pistiros: la situada a la zona nord-oest és de la que tracta aquest article

Pistiros (en grec, Πίστυρος) és el nom d'una antiga ciutat de Tràcia interior.
S'identifica amb unes restes que va descobrir Mieczyslaw Domaradzki en l'actual Adjiyska Vodenitsa, prop de Vetren, a Bulgària. Al lloc, excavat des de 1988, s'han trobat restes d'un assentament fortificat amb alguns trets hel·lènics, el període d'ocupació de les quals s'iniciaria en l'època clàssica (segle V ae), durant les invasions cèltiques de l'any 281 ae fou incendiat, i més tard tornà a ser ocupat amb l'arribada dels romans.

## La inscripció de Pistiros
El document més important sobre Pistiros és una inscripció del segle IV ae trobada el 1990 en què, sota juraments al déu Dionís, s'estableixen una sèrie de drets i obligacions promulgats per un rei de Tràcia (un successor de Cotis I) amb què es regulaven les relacions amb els comerciants grecs i també amb les comunitats tràcies veïnes. Pel document es dedueix que a Pistiros vivien colons de Tassos, de Maronea i d'Apolònia (probablement l'Apolònia del golf Estrimònic, però podria tractar-se d'altres Apolònies), als quals es protegeix en el decret, sobretot als de Maronea. En una posterior interpretació de la inscripció, es creu que hi havia comerç entre els emporis d'Apolònia, Maronea i Tassos amb la ciutat de Pistiros de la Tràcia interior.

## Interpretacions sobre la relació amb una altra ciutat anomenada Pistiros i amb altres topònims
Alguns crítics dedueixen que el lloc del jaciment arqueològic on va ser trobada la inscripció devia ser un empori que no es deia Pistiros, i que la referència del document a Pistiros és a una ciutat tràcia de la costa nord de la mar Egea que Heròdot esmenta, que es creu que era a la rodalia del llac Vassova.
L'opinió majoritària, però, és que degué haver-hi una Pistiros a la Tràcia interior identificable amb les restes d'Adjiyska Vodenitsa, diferent de la Pistiros esmentada per Heròdot. Tots dos assentaments degueren estar relacionats de tal forma que s'ha suggerit que la Pistiros interior podria haver estat fundada per comerciants de la Pistiros costanera i, de fet, Esteve de Bizanci cita Pistiros com un empori de Tràcia.
També s'ha suggerit que la Pistiros citada per Heròdot podria ser la mateixa ciutat que Cistir esmenta en les llistes de tributs atenesos, llavors no es trobaria a la costa nord de la mar Egea, sinó que s'hauria d'identificar amb les restes de Pistiros de la Tràcia interior. Una altra possibilitat n'és que Pistiros s'haja d'identificar amb Mastira, esmentada per Demòstenes com una conquesta de Filip II de Macedònia.